# Shades of a Blue Orphanage
Albums de Thin Lizzy
Thin Lizzy
(1971) Vagabonds of the Western World
(1973)
Shades of a Blue Orphanage est le second album studio du groupe Thin Lizzy sorti en 1972.

## Liste des titres
Toutes les chansons sont écrites et composées par Phil Lynott, sauf The Rise and Dear Demise of the Funky Nomadic Tribes par Lynott, Eric Bell et Brian Downey.
| No | Titre                                                | Durée |
| -- | ---------------------------------------------------- | ----- |
| 1. | The Rise and Dear Demise of the Funky Nomadic Tribes | 7:06  |
| 2. | Buffalo Gal                                          | 5:30  |
| 3. | I Don't Want to Forget How to Jive                   | 1:46  |
| 4. | Sarah                                                | 2:59  |
| 5. | Brought Down                                         | 4:19  |
| 6. | Baby Face                                            | 3:27  |
| 7. | Chatting Today                                       | 4:19  |
| 8. | Call the Police                                      | 3:37  |
| 9. | Shades of a Blue Orphanage                           | 7:06  |

## Composition du groupe
- Phil Lynott – chants, basse, guitare acoustique
- Eric Bell – guitare solo, guitare acoustique
- Brian Downey – batterie, percussions